# Horbów
Horbów – wieś w Polsce położona w województwie lubelskim, w powiecie bialskim, w gminie Zalesie.
Wieś magnacka położona była w końcu XVIII wieku w hrabstwie bialskim w powiecie brzeskolitewskim województwa brzeskolitewskiego. W latach 1975–1998 miejscowość administracyjnie należała do województwa bialskopodlaskiego.
Wieś jest sołectwem w gminie Zalesie. Według Narodowego Spisu Powszechnego z roku 2011 wieś liczyła 131 mieszkańców.
Miejscowość jest siedzibą rzymskokatolickiej  parafii Przemienienia Pańskiego. Przed 1516 została założona we wsi parafia rzymskokatolicka, skasowana w 1866. Przez lata w Horbowie funkcjonowały równolegle parafie i świątynie dwóch obrządków: łacińskiego i bizantyjskiego. Dzisiejszy drewniany kościół parafialny pw. Przemienienia Pańskiego został zbudowany jako cerkiew prawosławna w 1905 roku w miejscu wcześniejszych świątyń obrządku wschodniego (prawosławnej i unickich). W czasie I wojny światowej świątynia została uszkodzona, a w 1923 przejęta przez rzymskich katolików i wyremontowana. Najcenniejszym przedmiotem kultu jest znajdujący się w ołtarzu głównym obraz (ikona) Matki Bożej, który według tradycji został namalowany przed 1516 r. i do kasaty parafii łacińskiej znajdował się w kościele. Odnaleziony w katedrze lubelskiej 27 kwietnia 1924 uroczyście powrócił do Horbowa.
W Horbowie znajduje się grób 20 żołnierzy armii austriackiej poległych w 1915 r. w formie kurhanu z betonowym krzyżem. Na miejscowym cmentarzu znajduje się grób poległego w 1944 żołnierza Armii Radzieckiej.

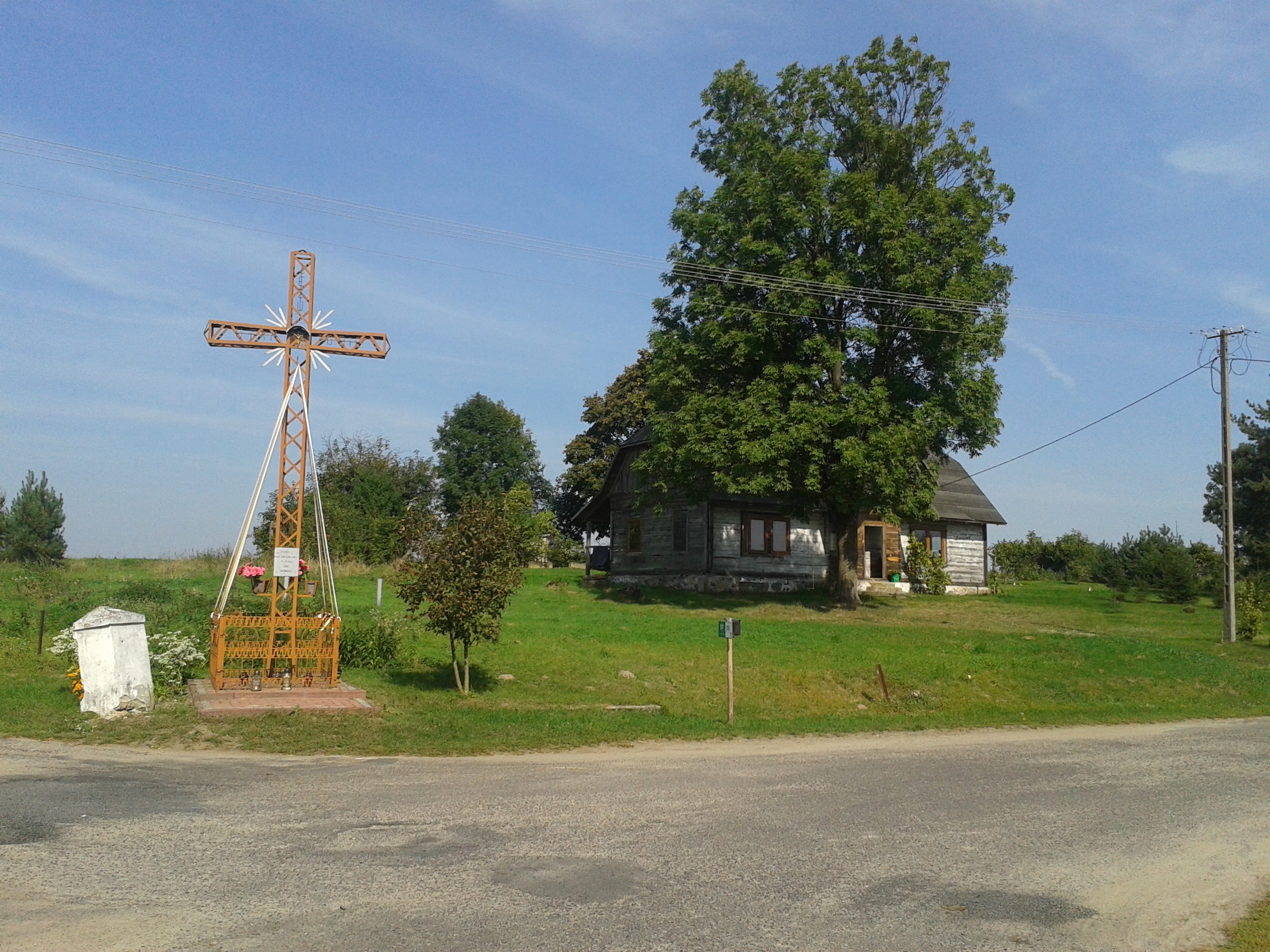
Centrum wsi